# Extazy (zespół muzyczny)
Extazy – polski zespół wykonujący muzykę z pogranicza disco polo i dance.

## Historia
Zespół powstał w 2009 roku. Liderem i wokalistą zespołu od początku istnienia jest Kamil Chludziński. Wcześniej członkowie zespołu działalność muzyczną wydawali pod nazwą Matrix.
Grupa zadebiutowała w 2009 roku, singlem „Smakować będę cię”. Najbardziej znane utwory zespołu to: „Buzi to za malo”, „Dziewczyno idealna”, „Nektar z banana” oraz notowane: „Balujemy dziś w domu” i „Jesteś moją wyśnioną”. Teledyski do utworów „Tylko moja dziewczyna”, „Po uszy zakochany” oraz „Kocham twoje oczy” zostały odtworzone na oficjalnym profilu Extazy na portalu YouTube w sumie ponad sto dwadzieścia milionów razy (stan na wrzesień 2020).

## Dyskografia
| Rok  | Tytuł                                                                       |
| ---- | --------------------------------------------------------------------------- |
| 2011 | Powiedz powiedz, co cię kręci - Data: 11 kwietnia 2011 - Wydawca: Poparazzi |
| 2014 | Z tą jedyną - Data: 28 stycznia 2014 - Wydawca: Poparazzi                   |
| 2016 | Wyśniona - Data: 23 marca 2016 - Wydawca: Green Star                        |
| 2018 | Chciałem być - Data: 2018 - Wydawca: Green Star                             |
| 2022 | Nic mnie nie zatrzyma - Data: 2022 - Wydawca: Green Star                    |

| Rok  | Tytuł                                                                 |
| ---- | --------------------------------------------------------------------- |
| 2016 | The Best Of. Disco Polo Collections - Data: 2016 - Wydawca: Poparazzi |

Single
| Rok                         | Tytuł                                                      | Pozycja na liście przebojów | Pozycja na liście przebojów | Certyfikat ZPAV    | Album                 |
| Rok                         | Tytuł                                                      | POL (Top Dyskoteki)         | POL (airplay TV)            | Certyfikat ZPAV    | Album                 |
| --------------------------- | ---------------------------------------------------------- | --------------------------- | --------------------------- | ------------------ | --------------------- |
| 2013                        | „Buzi to za mało”                                          | 37                          | –                           |                    | Z tą jedyną           |
| 2014                        | „Dziewczyna idealna”                                       | 35                          | –                           |                    | –                     |
| 2015                        | „W oczach niebo” (oraz Boys)                               | –                           | –                           | platynowa płyta    | Wyśniona              |
| 2015                        | „Balujemy dziś w domu”                                     | 14                          | –                           | platynowa płyta    | Wyśniona              |
| 2016                        | „Jesteś moją wyśnioną”                                     | 38                          | –                           | platynowa płyta    | Wyśniona              |
| 2016                        | „Po uszy zakochany”                                        | 38                          | –                           | platynowa płyta    | Wyśniona              |
| 2016                        | „Jeszcze raz przytul mnie”                                 | 39                          | –                           | złota płyta        | Chciałem być          |
| 2016                        | „Mój aniele”                                               | 18                          | –                           |                    | Chciałem być          |
| 2016                        | „Sexi Bomba” (oraz Top Girls)                              | 16                          | –                           | platynowa płyta    | Zakochana             |
| 2017                        | „Chciałem być”                                             | 34                          | –                           | platynowa płyta    | Chciałem być          |
| 2017                        | „Mówiłaś kocham”                                           | –                           | –                           | platynowa płyta    | Chciałem być          |
| 2017                        | „Tylko ona i ja”                                           | 36                          | –                           |                    | Chciałem być          |
| 2018                        | „Noc taka czarna”                                          | 20                          | –                           | 4x platynowa płyta | Chciałem być          |
| 2018                        | „Lubię to”                                                 | 36                          | –                           |                    | Chciałem być          |
| 2019                        | „Zabujany”                                                 | –                           | –                           | złota płyta        | Nic mnie nie zatrzyma |
| 2020                        | „Zauroczenie”                                              | –                           | 1                           |                    | Nic mnie nie zatrzyma |
| 2020                        | „To zmieni się” (oraz Boys, Top Girls, Jorrgus i BajorekD) | –                           | –                           | złota płyta        | Nic mnie nie zatrzyma |
| 2022                        | „Piąta nad ranem” (gośc. Kamil Kossakowski)                |                             |                             | złota płyta        |                       |
| „–” singel nie był notowany |                                                            |                             |                             |                    |                       |